# 팜

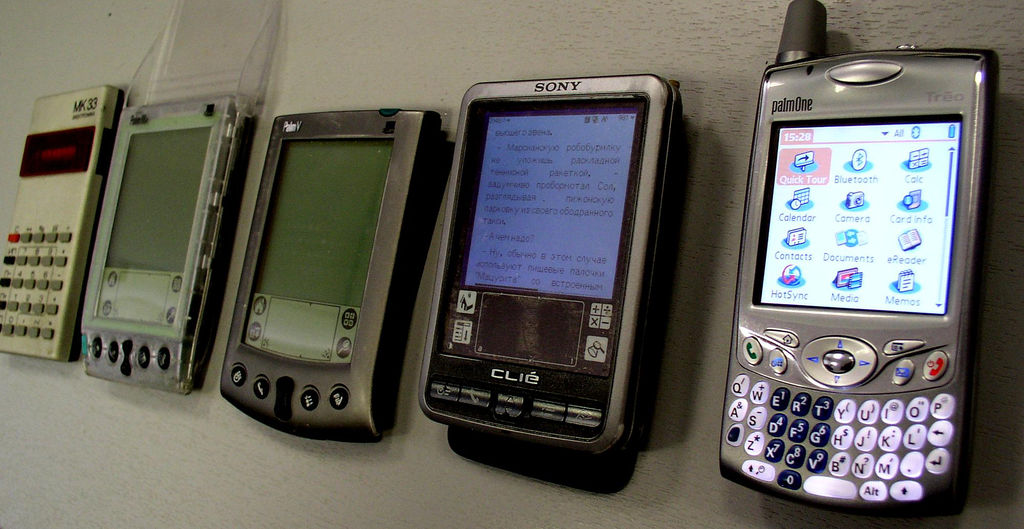
팜 PDA들. 오른쪽부터 트레오, 클리에, 팜 Vx, 팜 IIIe

팜(palm)은 최초로 상용화에 성공한 PDA이다. 저렴한 가격, 휴대성과 실용성이 두드러진다. 2010년 4월 28일에 HP는 팜을 US $12,000,000,000에 인수할 것이라고 발표하였다. 단종 모델 "파일럿 5000"을 비롯한 초기 모델에서는 팜 파일럿(영어: Palm Pilot)이라는 표현을 사용하였지만 지금은 더 이상 팜 파일럿이라는 용어는 사용하지 않는다.

## 역사
파일럿(영어: Pilot)은 1996년 팜 컴퓨팅(영어: Palm Computing, 팜 컴퓨팅은 U.S. 로보틱스의 한 사업부였고 이후 U.S. 로보틱스는 3Com에 합병된다)사에서 생산된 첫 번째 세대의 PDA였다. 출시 당시 파일럿은 간결한 디자인과 수많은 응용 소프트웨어 덕분에 미국 내에서 폭발적으로 판매되었다.
그러나 만년필로 유명한 파이롯트에서 제기한 상표권 침해 소송으로 인해 1997년 두 번째 세대인 팜 파일럿이 탄생하였다. 1998년부터 지금까지 적어도 미국에서는 많은 사람들이 팜과 PDA를 동의어로 사용하고 있다.
파일럿을 처음 개발한 사람은 제프 호킨스와 도나 더빈스키, 그리고 에드 콜리건이었다. 이들은 팜 컴퓨팅사를 설립했는데, 이 회사의 원래 목적은 그래피티(영어: Graffiti)라 불리는 필기 인식 소프트웨어를 개발하기 위한 것이었다.
팜 컴퓨팅이 3Com에 합병되자 설립자들은 팜 제품에 대해 깊게 관여하지 못하게 된 것에 분노했고, 1998년 6월 3Com을 떠나 핸드스프링(영어: Handspring)사를 설립하게 된다. 호킨스는 팜을 떠날 때 팜 OS 라이선스 계약을 체결하여, 팜 호환 기종인 핸드스프링 바이저(영어: Visior)를 생산하였다.
3Com의 팜 컴퓨팅 사업부는 이후 2000년 팜(영어: Palm, Inc.)사로 분사하였고, 이후 핸드스프링과 합병하였다. 2003년에는 하드웨어를 생산 판매하는 팜원(영어: PalmOne)과 소프트웨어를 라이센스하는 팜소스(영어: PalmSource)로 분할되었다. 2005년에 팜원은 다시 팜으로 개명하였고, 팜소스는 일본의 액세스(영어: Access)사가 인수하였다.
이와는 별도로 팜 기기들은 초기 모델에서 점점 진화하였다. 초기 모델은 당시에 인기 있었던 모토로라 드래곤볼 프로세서(영어: DragonBall Processor)를 사용하였으나 최근에는 ARM 아키텍처를 채택한 모델들이 많이 출시되고 있다. 또한 PC와의 연결도 직렬 RS-232C 케이블에서 USB 케이블로 바뀌어 동기화 속도도 향상되었고 심지어는 PC의 하드 드라이브로 인식되게끔 하는 라이프 드라이브(영어: LifeDrive) 모델까지도 생산되었다.
2003년부터 시작된 스마트폰으로의 진화도 본격화되어 트레오 600/650(영어: Treo 600/650) 모델이 발표되었다. 트레오 600/650은 휴대폰과 통합되어 스마트폰 형태를 가진 모델로 휴대전화 기능은 물론, 전자우편, SMS 등의 기능을 내장하고 있다.
대한민국의 경우 1997년 말 한메소프트가 파일럿 5000을 최초로 수입한 것을 시작으로 세스컴, 코오롱정보통신, 팜잇에서 수입, 판매하였으나 대부분 사업을 철수하였다.

## 모델

### 파일럿 1000/5000

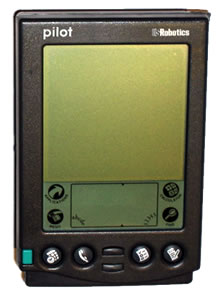
파일럿 5000

1996년 2분기에 발표되었고, 팜 OS가 탑재된 팜 파일럿의 최초 PDA 모델이다. 한메소프트에 의해 대한민국으로 최초 수입된 모델이 파일럿 5000이었다.
- 운영 체제: 팜 OS 1.0
- 프로세서: 모토로라 드래곤볼 16MHz
- 디스플레이: 160 X 160 픽셀 해상도
- 메모리: 128KB(1000)/512KB(5000)
- 배터리: AAA 건전지 2개
- 데스크톱 PC: 윈도우 3.1 또는 윈도우 95/ 매킨토시 지원

### 팜 파일럿 퍼스널/프로페셔널
1997년 1분기에 팜 파일럿 퍼스널과 팜 파일럿 프로페셔널을 발표되었다. 이전 모델인 파일럿 5000에 백라이트 기능을 추가하고, 메모리 용량을 늘렸다. 팜 파일럿 프로페셔널의 경우 최초로 TCP/IP 인터넷 통신 프로토콜과 전자우편 연동기능을 지원하였다.
- 운영 체제: 팜 OS 2.0 / 2.0.5
- 프로세서: 모토로라 드래곤볼 16MHz
- 메모리: 512KB(퍼스널)/1MB(프로페셔널)
- 배터리: AAA 건전지 2개
- 크기: 길이 4.7 인치, 폭 3.2 인치, 두께 0.7 인치, 무게 6.0 온스

### 팜 III
1998년 1분기에 적외선 통신을 통한 비밍(영어: Beaming) 기능을 갖춘 팜 파일럿의 3세대 PDA인 팜 III가 발표되었다. 팜 III는 플래시롬(영어: FlashROM)을 탑재한 최초의 모델이었다. 이에 따라 운영 체제의 업그레이드가 가능해졌다.
- 운영 체제: 팜 OS 3.0
- 프로세서: 모토로라 드래곤볼 16MHz
- 메모리: 2MB
- 무선통신: 적외선(IrDa) 통신 지원
- 배터리: AAA 건전지 2개
- 출시가격: $399.99

### 팜 IIIx
1999년 발표되었다. 직전의 팜 III 모델과의 차이점은 메모리뿐이다.
- 운영 체제: 팜 OS 3.0
- 프로세서: 모토로라 드래곤볼 16MHz
- 메모리: 4MB
- 배터리: AAA 건전지 2개
- 무선통신: 적외선(IrDa) 통신 지원

### 팜 V/Vx
팜 V모델은 1999년 1분기에, Vx 모델은 같은 해 4분기에 발표되었다. 팜 파일럿 모델 중에 가장 뛰어난 모델로 평가받고 있다. 미국의 경우 CEO들이 많이 사용하여 CEO 모델이라고도 불린다.
- 운영 체제: 팜 OS 3.3(V)/3.5(Vx) (Vx의 경우 초기 모델은 3.3)
- 프로세서: 모토로라 드래곤볼 EZ(MC68EZ328) 16MHz(V)/20MHz(Vx)
- 메모리: 램 2MB(V)/8MB(Vx), 플래시롬 2MB
- 디스플레이: 160 x 160 해상도, 4비트 그레이, 백라이트(Backlit)
- 무선통신: 적외선(IrDA) 통신 지원
- 배터리: 리튬이온(Li-Ion) 충전지 3.3V
- 크기: 길이 11.4cm (4.5인치), 폭 7.8cm (3.1인치), 두께 1.0cm (0.4인치), 무게 113g (4온스)

### 팜 VII
팜 최초의 무선 연결이 가능한 모델이다. 오른쪽 후면에 안테나가 있어 이를 플립식으로 올리면 무선통신이 가능해진다. 무선통신 서비스는 일반 TCP/IP 기반의 서비스가 아닌 웹클리핑(영어: WebClipping)을 기반으로 이루어지는 서비스였다. 미국에서만 이용이 가능했다. 월 $9,99의 표준서비스(50KB 제공)와 $24.99의 확장서비스(150KB 제공)가 있었다.
- 운영 체제: 팜 OS 3.2
- 프로세서: 모토로라 드래곤볼 EZ(MC68EZ328) 16MHz
- 메모리: 램 2MB, 플래시롬 2MB
- 디스플레이: 160 X 160 해상도, 백라이트(Backlit)
- 배터리: AAA 건전지 2개
- 무선통신: 적외선 통신(IrDA)
- 크기: 길이 8.3cm(5.25인치), 폭 13.3cm(3.25인치), 두께 1.9cm(0.75인치), 무게 190g(6.7온스)
- 출시가격: $599.00

### 팜 IIIe
1999년 3분기에 팜 III 시리즈 중 저가 모델로 발표되었다. 플래시롬이 없어 운영 체제의 업그레이드가 불가능하다. 이후에 발표된 팜 IIIe SE(Special Edition) 모델은 투명 외장으로 되어 있다.
- 운영 체제: 팜 OS 3.1
- 프로세서: 모토로라 드래곤볼
- 메모리: 램 2MB. 플래시롬 없음.
- 디스플레이: 160 X 160 해상도, 백라이트(Backlit)
- 배터리: AAA 건전지 2개
- 무선통신: 적외선 통신(IrDA)
- 출시가격: $149

### 팜 IIIxe

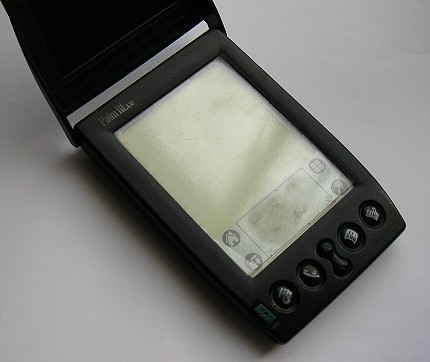
팜 IIIxe

팜 III 모델 시리즈와 메모리용량을 제외하고는 같은 사양을 가졌으며, 2000년 1분기에 발표되었다.
- 운영 체제: 팜 OS 3.1
- 프로세서: 모토로라 드래곤볼
- 메모리: 램 8MB. 플래시롬 없음.
- 디스플레이: 160 X 160 해상도, 백라이트(Backlit)
- 배터리: AAA 건전지 2개
- 무선통신: 적외선 통신(IrDA)

### 팜 IIIc

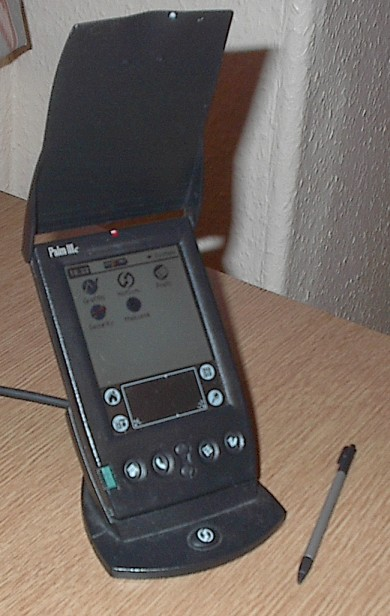
팜 파일럿 최초의 컬러 스크린 모델: 팜 IIIc

팜 파일럿 최초의 컬러 디스플레이를 갖춘 모델이다. 2000년 1분기에 출시되었다. 1999년 모토로라는 256컬러를 지원하고 33MHz에서 동작하는 VZ 드래곤볼 프로세서를 발표했지만, 팜 IIIc에는 채택되지 않았다.
- 운영 체제: 팜 OS 3.5
- 프로세서: 모토로라 드래곤볼 EZ 20MHz
- 메모리: 램 8MB. 플래시롬 2MB.
- 디스플레이: 160 X 160 해상도, TFT 256 컬러 디스플레이
- 배터리: 리튬이온 내장 충전지
- 무선통신: 적외선 통신(IrDA)
- 출시가격: $449.00

### 팜 VIIx
팜 VII에 이은 후속모델로 2000년 3분기에 발표되었다. 전반적으로 사양이 확장되었다.
- 운영 체제: 팜 OS 3.3
- 프로세서: 모토로라 드래곤볼 EZ(MC68EZ328) 20MHz
- 메모리: 램 8MB, 플래시 메모리 2MB
- 디스플레이: 160 X 160 해상도, 백라이트(Backlit), 16단계 그레이스케일
- 배터리: AAA 건전지 2개
- 무선통신: 적외선 통신(IrDA)
- 크기: 길이 8.3cm(5.25인치), 폭 13.3cm(3.25인치), 두께 1.9cm(0.75인치), 무게 190g(6.7온스)
- 출시가격: $499.00

### 팜 m100
2000년 3분기에 발표되었다. 팜 IIIe를 대체하는 저가 모델로 지금까지의 팜 파일럿 모델과는 다른 디자인을 가지고 있었다. 플라스틱 플립커버가 있어 액정 화면을 보호할 수 있었으나 작은 액정 화면은 단점으로 지적되었었다. 아울러 PC와 연결되는 USB 케이블은 제공되었으나 크래들(영어: Cradle)이라 불리는 거치대는 제품 패키지에 포함되지 않았다.
- 운영 체제: 팜 OS 3.5
- 프로세서: 모토로라 드래곤볼 EZ(MC68EZ328) 16MHz
- 메모리: 램 2MB
- 디스플레이: 160 X 160 해상도, 16단계 그레이스케일
- 배터리: AAA 건전지 2개
- 무선통신: 적외선 통신(IrDA)
- 크기: 길이 11.84cm(4.55인치), 폭 7.92cm(3.12인치), 두께 1.83cm(0.72인치), 무게 124.7g(4.4온스)
- 출시가격: $149.00

### 팜 m105
2001년 1분기에 발표되었고, 이전 모델인 팜 m100에 비해 메모리 용량이 늘어났다. 또한 크래들도 제품 패키지에 포함되었다.
- 운영 체제: 팜 OS 3.5
- 프로세서: 모토로라 드래곤볼 EZ(MC68EZ328) 16MHz
- 메모리: 램 8MB
- 디스플레이: 160 X 160 해상도, 16단계 그레이스케일
- 배터리: AAA 건전지 2개
- 무선통신: 적외선 통신(IrDA)
- 크기: 길이 11.84cm(4.55인치), 폭 7.92cm(3.12인치), 두께 1.83cm(0.72인치), 무게 124.7g(4.4온스)

### 팜 m500/m505
팜 파일럿의 새로운 고급모델로 2001년 팜 m500과 팜 m505가 나란히 발표되었다. 두 모델의 차이는 디스플레이의 컬러 표시 여부이지만, 팜 파일럿 최초로 SD와 멀티미디어카드(MMC)가 지원되는 확장슬롯이 채택되었다. 전체적으로 팜 파일럿의 흥행 모델이었던 팜 V 시리즈의 뒤를 잇는 외형을 가졌으나 출시 당시 가격이 비싼 편이었고, 디스플레이 화면이 어둡다는 지적을 받았다. 또한 이 모델부터 팜의 새로운 PC 연결방식인 범용커넥터(영어: Universal Connector)가 채택되었다. 대한민국에서는 같은 해 2001년 코오롱정보통신이 팜 m500과 m505를 정식으로 수입판매했었다. 한글 입출력을 위한 번들 소프트웨어로 한팁(영어: HanTip) 3.1이 제공되었다. 한국 출시가는 m500이 56만원, m505가 66만원, 저가 모델로 m105가 25만원이었다.
- 운영 체제: 팜 OS 4.0
- 프로세서: 모토로라 드래곤볼 VZ 33MHz
- 메모리: 램 8 MB. 플래시 메모리 4MB
- 디스플레이: 160x160 해상도. 16단계 그레이스케일(m500)/65,000+ 컬러 스크린(m505)
- 무선통신: 적외선 통신(IrDA)
- 확장 슬롯: 1개의 SD/MMC 슬롯
- 배터리: 내장 리튬폴리모 충전지(영어: Lithium Polymer)
- 어댑터: 입력 120VAC 60Hz 11W, 출력 5.0VDC 1.0A
- 크기(m500): 길이 11.41cm(4.49인치), 폭 7.67cm(3.02인치), 두께 1.17cm(0.46인치), 무게 118g(4.162온스)
- 크기(m505): 길이 11.38cm(4.48인치), 폭 7.70cm(3.03인치), 두께 1.27cm(0.50인치), 무게 136g(4.8온스)
- 출시가격: $399.00(m500)/$449.00(m505)

### 팜 m125
2001년 1분기에 에 발표되었다.이전 모델인 팜 m100/m105와 같은 외형을 가졌으나 확장슬롯과 함께 USB 인터페이스를 가지고 있었다.
- 운영 체제: 팜 OS 4.0
- 프로세서: 모토로라 드래곤볼 VZ 33MHz
- 메모리: 램 8MB
- 디스플레이: 160 X 160 해상도, 16단계 그레이스케일
- 확장슬롯: 1개의 SD/MMC 슬롯
- 배터리: AAA 건전지 2개
- 무선통신: 적외선 통신(IrDA)
- 크기: 길이 4.82인치, 폭 3.1인치, 두께 0.872인치, 무게 5.31온스
- 출시가격: $249.00

### 팜 m130

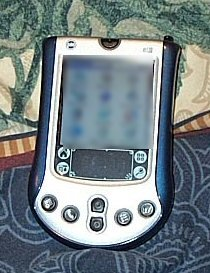
팜 m130

2002년 1분기 출시되었으며, m125와 같은 외형을 가졌지만, 컬러 스크린을 지원했다. 컬러를 지원하면서도 상대적으로 저렴한 가격으로 인기를 모았던 모델이었다.
- 운영 체제: 팜 OS 4.1
- 프로세서: 모토로라 드래곤볼 VZ 33MHz
- 메모리: 램 8MB, 롬 8MB
- 디스플레이: 160 X 160 해상도, 65000+ 컬러 스크린
- 확장슬롯: 1개의 SD/MMC 슬롯
- 배터리: 내장 리튬폴리머 충전지
- 무선통신: 적외선 통신(IrDA)
- 크기: 길이 11.38cm(4.8인치), 폭 7.70cm(3.1인치), 두께 1.27cm(0.9인치), 무게 157g(5.4온스)
- 출시가격: $279.00
- 어댑터: 입력 120VAC 60Hz 11W, 출력 5.0VDC 1.0A

### 팜 i705
2002년 1분기에 팜 VII의 후속 모델로 발표되었다. 무선데이터 통신은 북미지역에서만 서비스가 되었다.
- 운영 체제: 팜 OS 4.1
- 프로세서: 모토로라 드래곤볼 VZ 33MHz
- 메모리: 램 8MB, 플래시롬 4MB
- 디스플레이: 160 X 160 해상도, 흑백 LCD, 백라이트
- 확장슬롯: 1개의 SD/MMC 슬롯
- 배터리: 내장 리튬폴리모 충전지
- 무선통신: 적외선 통신(IrDA)
- 크기: 길이 4.65인치, 폭 3.06인치, 두께 0.61인치, 무게 5.9온스
- 출시가격: $449.00

### 팜 m515
일종의 팜 m505 개선모델로 2002년 발표되었다. 가장 큰 개선점은 디스플레이가 더 밝아지고 메모리 용량이 늘어났다는 것이다.
- 운영 체제: 팜 OS 4.1
- 프로세서: 모토로라 드래곤볼 VZ 33MHz
- 메모리: 램 16 MB. 플래시롬 4MB
- 디스플레이: 160x160 해상도. 65,000+ 컬러 스크린
- 무선통신: 적외선 통신(IrDA)
- 확장 슬롯: 1개의 SD/MMC 슬롯
- 배터리: 내장 리튬폴리모 충전지
- 어댑터: 입력 120VAC 60Hz 11W, 출력 5.0VDC 1.0A
- 크기: 길이 11.38cm(4.48인치), 폭 7.70cm(3.03인치), 두께 1.27cm(0.50인치), 무게 136g(4.8온스)
- 출시가격: $399.00

### 팜 자이어(Zire)
팜의 새로운 저가 모델로 이전과 다른 새로운 외형을 가졌다. 2002년 4분기에 발표되었다. 이전 저가 모델인 m100이나 팜 IIIe에 비해 훨씬 저렴한 가격으로 인기를 모았다. 확장슬롯의 부재와 백라이트가 없음에도 과거 "단순한 팜(Simply Palm)"을 잘 지킨 모델이었다.
- 운영 체제: 팜 OS 4.1
- 프로세서: 모토로라 드래곤볼 EZ 16MHz
- 메모리: 램 2MB. 마스크롬 2MB
- 디스플레이: 160x160 해상도. 16단계 그레이스케일
- 무선통신: 적외선 통신(IrDA)
- 배터리: 내장 리튬이온 충전지(영어: Lithium Ion)(3.7V, 600mAh)
- 크기: 길이 4.4인치, 폭 2.9인치, 두께 0.6인치, 무게 3.8온스
- 출시가격: $99.00

### 텅스텐(Tungsten) T
팜 최초로 슬라이드 방식과 팜 OS 5.0 버전을 채택한 모델이다. 텅스텐 T에서 T는 텅스텐(영어: Tungsten)을 의미하며, 2002년 4분기에 발표되었다. 또한 320 X 320의 높은 고해상도와 블루투스를 지원하는 등 이전과는 확연히 다른 사양으로 출시되었다.
- 운영 체제: 팜 OS 5.0
- 프로세서: 텍사스 인스트루먼트 OMAP1510 (ARM925 코어(144MHz) + C55x DSP (200MHz))
- 메모리: 램 16MB. 플래시롬 4MB(US), 8MB(Int'l)
- 디스플레이: 320x320 해상도. 65,000 컬러 스크린
- 오디오: 스피커, 스테레도 헤드셋 잭, 모노 마이크
- 무선통신: 적외선 통신(IrDA), 블루투스 1.1
- 확장 슬롯: 1개의 SD/MMC 슬롯
- PC 연결: USB
- 배터리: 내장 리튬폴리모 충전지 (3.7V, 900mAh)
- 크기: 길이 4.0인치(최대 4.8인치), 폭 3.0인치, 두께 0.6인치, 무게 5.6온스
- 버튼: 5방향 버튼 내비게이션 채용

### 텅스텐(Tungsten) W
텅스텐 T와 함께 출시되었다. 모델명에서 W가 무선(영어: Wireless)의 의미하듯이 이동전화 기능이 내장되어 있어 음성통화와 문자 서비스 기능을 제공했다.. 그러나 음성 통화는 헤드셋을 이용해야만 가능하다는 단점이 있었다. 이동전화 서비스는 AT&T Wireless를 통해 제공되었다.
- 운영 체제: 팜 OS 4.1.1
- 프로세서: 모토로라 드래곤볼 VZ 33MHz
- 메모리: 램 16MB. 플래시롬 8MB
- 디스플레이: 320x320 해상도. 65,000 컬러 스크린
- 오디오: 스피커, 스테레오 헤드셋 잭
- 무선통신: 적외선 통신(IrDA), GSM/GPRS 음성/데이터
- 확장 슬롯: 1개의 SD/MMC 슬롯
- PC 연결: USB
- 배터리: 내장 리튬폴리모 충전지 (1500mAh)
- 크기: 길이 4.8인치, 폭 3.07인치, 두께 0.65인치, 무게 6.4온스
- 키패드: 5방향 버튼 내비게이션 채용, 내장 키보드

### 팜 자이어(Zire) 71
팜의 보급형 모델로 2003년 2분기에 발표되었다. 팜 최초로 디지털 카메라가 내장되어 있으나 블루투스는 포함되어 있지 않다.
- 운영 체제: 팜 OS 5.2.1
- 프로세서: 텍사스 인스트루먼트 OMAP310(ARM) 144MHz
- 메모리: 램 16MB (13MB의 실제 사용자 메모리)
- 디스플레이: 320x320 해상도. 65,000 컬러 스크린
- 오디오: 모노 스피커, 3.5mm 스테레오 헤드셋 잭
- 무선통신: 적외선 통신(IrDA)
- 확장 슬롯: 1개의 SD/MMC 슬롯
- PC 연결: USB
- 배터리: 내장 리튬폴리모 충전지 (900mAh)
- 디지털 카메라: 640 x 480 해상도(0.3메가픽셀)
- 크기: 길이 4.5인치, 폭 2.9인치, 두께 0.67인치, 무게 5.3온스
- 어댑터: AC 어댑터 120VAC, 60Hz
- 출시가격: $299.00

### 텅스텐(Tungsten) C
팜 최초로 무선랜(Wi-Fi)이 내장된 모델로 2003년 2분기에 발표되었다. 또한 팜 최초로 인텔 CPU가 사용된 모델이기도 하다. 큰 배터리 용량과 메모리 용량, 그리고 미려한 화면이 장점이나 2.5mm 모노 헤드셋은 단점으로 지적되었다.
- 운영 체제: 팜 OS 5.2.1
- 프로세서: 인텔 PXA255 XScale 400MHz
- 메모리: 램 64MB
- 디스플레이: 320x320 해상도. 65,000 TFT 컬러 스크린
- 오디오: 모노 스피커, 2.5mm 모노 헤드셋 잭
- 무선통신: 적외선 통신(IrDA), IEEE 802.11b 무선랜(Wi-Fi)
- 확장 슬롯: 1개의 SD/MMC 슬롯
- PC 연결: USB
- 배터리: 내장 리튬폴리모 충전지 (1500mAh)
- 크기: 길이 4.8인치, 폭 3.07인치, 두께 0.65인치, 무게 6.3온스
- 어댑터: AC 어댑터 120VAC, 60Hz
- 키패드: 5방향 버튼 내비게이션 채용, 내장 키보드
- 출시가격: $499.00

### 텅스텐(Tungsten) T2
텅스텐 T를 잇는 모델로 2003년 3분기에 발표되었다. 전체적으로 텅스텐 T와 사양이 유사하나 메모리 용량이 늘어났고, 화질이 개선되었다.
- 운영 체제: 팜 OS 5.2.1
- 프로세서: 텍사스인스투르먼트 OMAP1510 (ARM925 코어(144MHz) + C55x DSP (200MHz))
- 메모리: 램 32MB, 플래시롬 8MB(US)
- 디스플레이: 320x320 해상도. 65,000 TFT 컬러 스크린
- 오디오: 내장 마이크, 모노 스피커, 3.5mm 스테레오 헤드폰잭
- 무선통신: 적외선 통신(IrDA), 블루투스 1.1
- 확장 슬롯: 1개의 SD/MMC 슬롯
- PC 연결: USB
- 배터리: 내장 리튬폴리모 충전지 (3.7V, 900mAh)
- 크기: 길이 4.0(4.8인치)인치, 폭 3.0인치, 두께 0.6인치, 무게 5.6온스
- 어댑터: AC 어댑터 120VAC, 60Hz
- 키패드: 5방향 버튼 내비게이션 채용

### 트레오(Treo) 600
휴대전화 기능이 내장된 모델로 2003년 3분기에 핸드스프링 트레오 600이란 이름으로 출시되었다. 같은 해 10월 핸드스프링과 팜의 합병으로 팜 트레오 600이란 이름으로 팜원에서 계속 판매되었다. 휴대전화 기능과 PDA가 합쳐진 PDA폰은 이전 모델에서도 종종 출시되었으나 이 모델만큼 시장에서 성공한 모델은 없었다. 팜 파일럿 계열의 PDA를 다시 중흥시킨 모델이다. 트레오 600 모델도 휴대전화 표준에 따라 세분되어 있는데, 싱귤라 와이어리스(영어: Cingular Wireless), T-모바일(영어: T-Mobile) 등은 GSM/GPRS 모델을 지원하고, 스프린트(영어: Sprint)에서 CDMA 모델을 지원한다.
- 운영 체제: 팜 OS 5.2.1H
- 프로세서: 텍사스인스투르먼트 OMAP1510 (ARM925 코어(144MHz) + C55x DSP (200MHz))
- 메모리: 램 32MB (24MB의 실제 사용자 메모리)
- 디스플레이: 160x160 해상도. CSTN 컬러 스크린
- 오디오: 폰 스피커/마이크, 3.5mm 스테레오 헤드폰잭, MIDI 전화 벨소리
- 무선통신: 적외선 통신(IrDA), GSM/GPRS 음성/데이터 또는 CDMA 음성/데이터
- 확장 슬롯: 1개의 SD/MMC 슬롯
- PC 연결: USB
- 배터리: 내장 리튬이온 충전지 (3.7V, 900mAh)
- 크기: 길이 11.2cm, 폭 6.0cm, 두께 2.2cm, 무게 168g(GSM)/175g(CDMA)
- 어댑터: AC 어댑터 120VAC, 60Hz
- 키패드: 5방향 버튼 내비게이션 채용, 내장 키보드
- 디지털 카메라: 640 x 480 해상도 (0.3 메가픽셀)
- 출시가격: $700

### 팜 자이어(Zire) 21
2003년 10월 1일에 출시되었으며 팜 OS 5를 채택한 새로운 저가 자이어 모델이다. 자이어 21, T3, TE는 모두 10월 1일에 출시되었다.
- 운영 체제: 팜 OS 5.2.1
- 프로세서: 텍사스인스투르먼트 OMAP311 ARM (126MHz)
- 메모리: 램 8MB (7.2MB의 실제 사용자 메모리)
- 디스플레이: 160x160 해상도. 16단계 그레이스케일
- 오디오: 내장 마이크, 모노 스피커
- 무선통신: 적외선 통신(IrDA)
- PC 연결: 미니 USB
- 배터리: 내장 리튬이온 충전지
- 크기: 길이 4.4인치, 폭 2.9인치, 두께 0.6인치, 무게 3.8온스
- 어댑터: AC 어댑터 120VAC, 60Hz
- 키패드: 2개의 하드버튼, 상하 스크롤 버튼
- 출시가격: $99

### 텅스텐(Tungsten) T3
텅스텐 T2 이후 2003년 10월 1일에 출시된, 가상 그래피티와 320X480 해상도의 LCD를 채택한 고급 모델이다. 화면 회전기능인 가로보기와 세로보기가 지원되었다.
- 운영 체제: 팜 OS 5.2.1
- 프로세서: 400MHz 인텔 XScale
- 메모리: 64MB (52MB의 실제 사용자 메모리)
- 디스플레이: 320X320(슬라이드를 닫았을 때), 320X480(슬라이드를 열었을 때) 해상도. 65,000 컬러의 반투과형 TFT 디스플레이
- 무선통신: 적외선 통신(IrDA), 블루투스 1.1
- 배터리: 내장 리튬폴리모 충전지 (3.7V, 900mAh)
- 오디오: 내장 마이크, 모노 스피커, 3.5mm 스테레오 헤드폰잭
- 확장 슬롯: SD, SDIO 지원
- 버튼: 5방향 버튼 내비게이션 지원
- 알람: 진동, 사운드, LED 알람
- 크기: 길이 4.3 인치(닫았을 때)/5.2인치(열었을 때), 폭 3.0 인치, 두께 0.66 인치, 무게 5.5 온스
- 데스크톱 PC: 윈도우 98/NT/2000/Me/XP, 맥 OS 9.1 또는 맥 OS X 10.1.2, 10.2.6

### 텅스텐(Tungsten) E
2003년 10월 1일 자이어 71, T3와 함께 발표되었다. 저렴한 가격임도 풍부한 번들 소프트웨어와 단순한 외형으로 인해 많은 인기를 모았다.
- 운영 체제: 팜 OS 5.2.1
- 프로세서: 텍사스인스투르먼트 OMAP311 ARM (126MHz)
- 메모리: 32MB (28.6MB의 실제 사용자 메모리)
- 디스플레이: 320X320 해상도. 65,000 컬러의 반투과형 TFT 디스플레이
- 무선통신: 적외선 통신(IrDA)
- 배터리: 내장 리튬폴리모 충전지 (3.7V, 840mAh)
- 오디오: 모노 스피커, 3.5mm 스테레오 헤드폰잭
- 확장 슬롯: SD, SDIO 지원
- 버튼: 5방향 버튼 내비게이션 지원
- 알람: 진동, 사운드, LED 알람
- PC 연결: USB
- 크기: 길이 4.5 인치, 폭 3.1 인치, 두께 0.5 인치, 무게 4.6 온스
- 데스크톱 PC: 윈도우 98/NT/2000/Me/XP, 맥 OS 9.1 또는 맥 OS X 10.1.2, 10.2.6
- 출시가격: $199.00

### 팜 자이어(Zire) 31

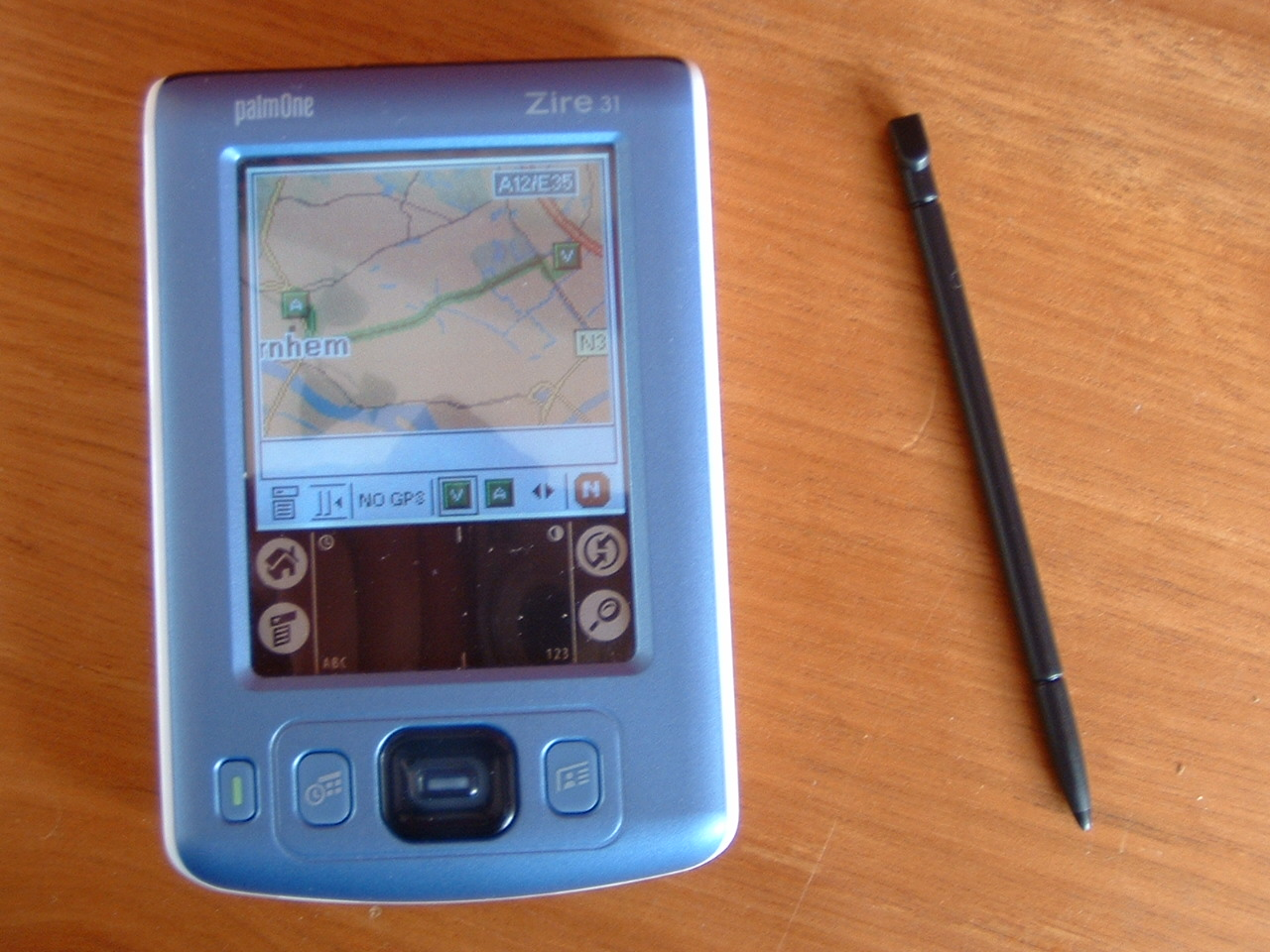
팜 자이어 31

2004년 4월 28일에 발표되었다. 이전 모델이었던 자이어와 자이어 21에 비해 SD/MMC 확장 슬롯을 지원하고 160X160 해상도이지만, 컬러 스크린을 장착하였다. 이전 모델과는 달리 인텔계열의 CPU를 사용하였다.
- 운영 체제: 팜 OS 5.2.8
- 프로세서: 200MHz 인텔 ARM CPU
- 메모리: 16MB (14MB의 실제 사용자 메모리)
- 디스플레이: 160X160 해상도. STN 컬러 디스플레이
- 무선통신: 적외선 통신(IrDA)
- 배터리: 내장 리튬폴리모 충전지 (900mAh)
- 오디오: 모노 스피커, 3.5mm 스테레오 헤드폰잭
- 확장 슬롯: SD, SDIO 지원
- 버튼: 5방향 버튼 내비게이션 지원
- 알람: 진동, 사운드, LED 알람
- PC 연결: 미니 USB
- 크기: 길이 11.17cm(4.4 인치), 폭 7.36cm(2.9 인치), 두께 1.52cm(0.6 인치), 무게 116.23g(4.1 온스)
- 데스크톱 PC: 윈도우 98/NT/2000/Me/XP, 맥 OS 9.1 또는 맥 OS X 10.1.2, 10.2.6
- 출시가격: $149.00

### 팜 자이어(Zire) 72
2004년 2분기에 출시되었다. 자이어 71의 개선 모델로 여러 부분에서 사양이 늘어났으며, 블루투스 기능이 내장되었다.
- 운영 체제: 팜 OS 5.2.8
- 프로세서: 312MHz 인텔 PXA270 ARM CPU
- 메모리: 32MB (24MB의 실제 사용자 메모리)
- 디스플레이: 320X320 해상도. 65,000 컬러의 TFT 디스플레이
- 무선통신: 적외선 통신(IrDA), 블루투스 1.1
- 배터리: 내장 리튬폴리모 충전지 (950mAh)
- 오디오: 모노 스피커, 3.5mm 스테레오 헤드폰잭
- 확장 슬롯: SD, SDIO 지원
- 버튼: 5방향 버튼 내비게이션 지원
- PC 연결: 미니 USB
- 디지털 카메라: 1280 x 920 해상도(1.2메가픽셀), 2배 디지털 줌, 동영상 기능(320 x 240 해상도)
- 크기: 길이 11.6cm(4.6 인치), 폭 7.5cm(2.95 인치), 두께 1.7cm(0.67 인치), 무게 136g(4.8 온스)
- 데스크톱 PC: 윈도우 98/NT/2000/Me/XP, 맥 OS 9.1 또는 맥 OS X 10.1.2, 10.2.6
- 출시가격: $299.00

### 텅스텐(Tungsten) T5
텅스텐 T3의 후속 모델로 2004년 10월 4일 출시되었다. 외형은 텅스텐 E와 유사하지만, 기존 모델들과의 큰 차이는 160MB의 플래시램(영어: flash-RAM)을 가지고 있어 데스크톱 PC와 연결되었을 때 USB 드라이브로서 동작한다는 것이다.
- 운영 체제: 팜 OS Garnet 5.4
- 프로세서: 416MHz 인텔 XScale
- 메모리: 256MB (215MB의 실제 사용자 메모리), 플래시램 160MB
- 디스플레이: 320X480 해상도. 65,000 컬러의 TFT 디스플레이
- 무선통신: 적외선 통신(IrDA), 블루투스 1.1
- 배터리: 내장 리튬폴리모 충전지 (1300mAh)
- 오디오: 모노 스피커, 3.5mm 스테레오 헤드폰잭
- 확장 슬롯: SD, SDIO 지원
- 버튼: 5방향 버튼 내비게이션 지원
- 알람: 진동, 사운드, LED 알람
- PC 연결: USB
- 크기: 길이 4.76 인치, 폭 3.08 인치, 두께 0.61 인치, 무게 5.1 온스
- 데스크톱 PC: 윈도우 98/NT/2000/Me/XP, 맥 OS 9.1 또는 맥 OS X 10.1.2, 10.2.6
- 출시가격: $399.00

### 트레오(Treo) 650
트레오 600의 뒤를 이은 모델로 2004년 10월 25일에 발표되었다. 트레오 600보다 향상된 디스플레이와 배터리 용량, 풍부한 번들 소프트웨어로 큰 인기를 끌었던 모델이었다. 휴대전화 서비스는 CDMA의 경우 스프린트(영어: Sprint)에서, GSM의 경우 싱귤라 와이어리스(영어: Cingular Wireless)와 AT&T Wireless에서 서비스를 제공한다.
- 운영 체제: 팜 OS Garnet 5.4.5
- 프로세서: 312MHz 인텔 PXA270 ARM CPU
- 메모리: 램 32MB (24MB의 실제 사용자 메모리)
- 디스플레이: 320x320 해상도. 65,000컬러 TFT 컬러 스크린
- 오디오: 폰 스피커/마이크, 2.5mm 스테레오 헤드폰잭, MIDI 전화벨소리
- 무선통신: 적외선 통신(IrDA), 블루투스 1.1, GSM/GPRS 음성/데이터 또는 CDMA 음성/데이터
- 확장 슬롯: 1개의 SD/MMC 슬롯
- PC 연결: USB
- 배터리: 착탈식 리튬이온 충전지 (1800mAh)
- 크기: 길이 11.3cm, 폭 5.9cm, 두께 2.3cm, 무게 178g
- 어댑터: AC 어댑터 120VAC, 60Hz
- 키패드: 5방향 버튼 내비게이션 채용, 내장 키보드
- 디지털 카메라: 640 x 480 해상도 (0.3 메가픽셀), 2배 디지털 줌, 반사경, 비디오 녹화기능

### 텅스텐(Tungsten) E2
2005년 2분기에 발표되었다. 텅스텐 E의 후속모델로 블루투스와 비휘발성 메모리가 추가되었다.
- 운영 체제: 팜 OS Garnet 5.4
- 프로세서: 200MHz 인텔 XScale CPU
- 메모리: 32MB (26MB의 실제 사용자 메모리)
- 디스플레이: 320X320 해상도. 65,000 컬러의 반투과형 TFT 디스플레이
- 무선통신: 적외선 통신(IrDA), 블루투스 1.1
- 배터리: 내장 리튬이온 충전지
- 오디오: 모노 스피커, 3.5mm 스테레오 헤드폰잭
- 확장 슬롯: SD, SDIO 지원
- 버튼: 5방향 버튼 내비게이션 지원
- 알람: 진동, 사운드, LED 알람
- PC 연결: USB
- 크기: 길이 4.5 인치, 폭 3.1 인치, 두께 0.59 인치, 무게 4.7 온스
- 데스크톱 PC: 윈도우 98/NT/2000/Me/XP, 맥 OS 9.1 또는 맥 OS X 10.1.2, 10.2.6
- 출시가격: $199

### 팜 라이프드라이브(LifeDrive)

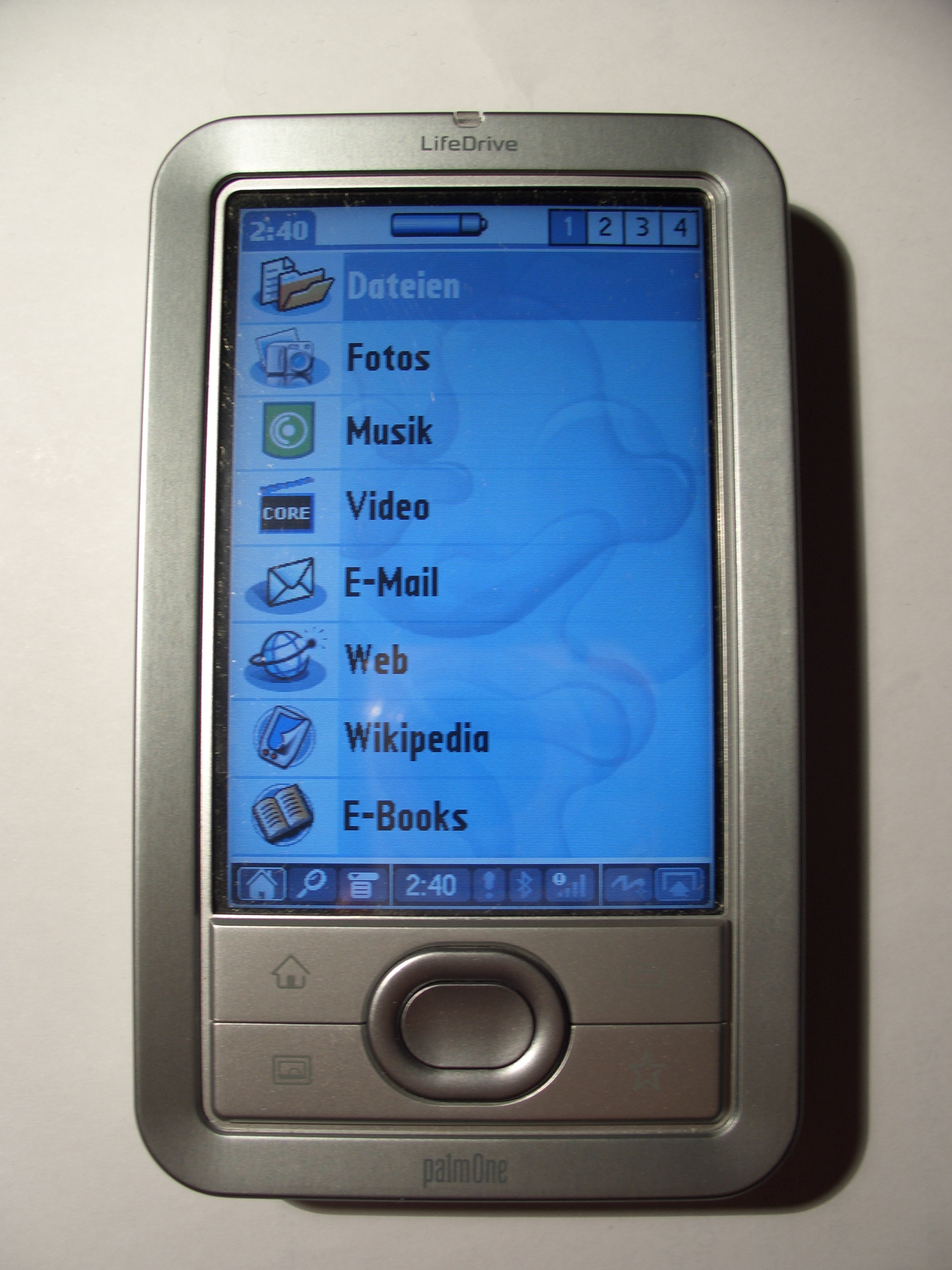
하드디스크가 내장된 팜 라이프드라이브

팜 모델 최초로 소형 하드디스크인 4GB 마이크로드라이브가 내장된 모델이다. 2005년 2분기에 발표되었으며, 블루투스와 무선랜이 내장된 최상급 모델이다. 정식 명칭은 팜 라이프드라이브 모바일 매니저이다. 데스크톱 컴퓨터와 연결하여 USB 드라이브로 이용할 수 있을 정도로 우수한 사양의 모델이나, 기존의 팜 모델에 비해 동작 속도가 느리다는 단점이 지적되었다.
- 운영 체제: 팜 OS Garnet 5.4.8
- 메모리: 32MB 램, 4GB 마이크로드라이브(3.85GB의 실제 사용자 메모리)
- 프로세서: 416 MHz 인텔 XScale ARM CPU
- 디스플레이: 320X480 해상도. 65,000 컬러의 반투과형 TFT 디스플레이
- 무선통신: 적외선 통신(IrDA), 블루투스 1.1 지원, IEEE 802.11b 무선랜(Wi-Fi)
- 오디오: 스피커, 표준 3.5mm 스테레오 헤드폰잭
- 확장 슬롯: SD, SDIO 지원
- 배터리: 내장 리튬폴리모 충전지 (1660mAh)
- PC 연결: USB 2.0
- 크기: 길이 121mm (4.76인치), 폭 73mm (2.87인치), 두께 19mm (0.74인치), 무게 190g (6.8온스)
- 데스크톱 PC: 윈도우 98/NT/2000/Me/XP, 맥 OS 9.1 또는 맥 OS X 10.1.2, 10.2.6
- 어댑터(US): AC 어댑터 108~132VAC, 60Hz
- 어댑터(Int'l): AC 어댑터 100~240VAC, 50~60Hz
- 출시가격: $499

### 팜 Z22
$100 미만의 가격이 책정된 PDA 초보자를 위한 저가 모델이다. 자이어와는 다른 제품 라인이다. 고급 모델인 팜 TX와 함께 2005년 4분기에 출시되었다.
- 운영 체제: 팜 OS Garnet 5.4
- 메모리: 32MB 램(20MB의 실제 사용자 메모리)
- 프로세서: 200MHz ARM CPU
- 디스플레이: 160X160 해상도. 백라이트, STN 컬러 디스플레이
- 무선통신: 적외선 통신(IrDA)
- 오디오: 스피커
- 배터리: 내장 리튬이온 충전지 (900mAh)
- PC 연결: 미니 USB
- 버튼: 5방향 버튼 내비게이션 지원, 2개의 하드웨어 버튼
- 크기: 길이 10.31cm(4.06인치), 폭 6.86cm(2.7인치), 두께 1.52cm (0.6인치), 무게 96.4g (3.4온스)
- 데스크톱 PC: 윈도우 98/NT/2000/Me/XP, 맥 OS 9.1 또는 맥 OS X 10.1.2, 10.2.6
- 어댑터(US): AC 어댑터 108~132VAC, 60Hz
- 출시가격: $99

### 팜 TX
2005년 4분기에 출시된 고급 모델이다.
- 운영 체제: 팜 OS Garnet 5.4.9
- 메모리: 128MB (100MB의 실제 사용자 메모리)
- 프로세서: 312 MHz 인텔 프로세서
- 디스플레이: 320X480 해상도. 65,000 컬러의 반투과형 TFT 디스플레이
- 무선통신: 블루투스 1.1 지원, IEEE 802.11b 무선랜(Wi-Fi) 지원, 적외선(IrDa) 통신
- 오디오: 스피커, 표준 3.5mm 스테레오 헤드폰잭
- 확장 슬롯: SD, SDIO 지원
- 배터리: 내장 리튬이온 충전지(1250mAh)
- 크기: 길이 12.09cm, 폭 7.82cm, 두께 1.55cm, 무게 148.83g
- 데스크톱 PC: 윈도우 2000/XP, 맥 OS X 10.2.8 ~ 10.4
- 출시가격: $299.00

### 팜 트레오(Treo) 700w/700wx/700v
700w는 팜 파일럿 최초로 팜 OS가 아닌 마이크로소프트사의 모바일 운영 체제인 윈도우 모바일 5.0을 탑재한 PDA 폰이다. 700w의 후속모델로 700wx가 출시되었으며, 이 모델은 700w와 비교해 사용자 가용 메모리가 두 배로 증가되었고 외관색이 짙은 회색점만 다르다. 700v는 보다폰용으로 유럽에서 출시된 모델명이다.
- 운영 체제: 윈도우 모바일 5.0
- 메모리: 128MB 플래시 롬 (62MB의 실제 사용자 메모리)
- 프로세서: 312 MHz 인텔 XScale PXA 272 ARM CPU
- 디스플레이: 2.5인치 240X240 해상도. 65,000 컬러의 반투과형 TFT 디스플레이
- 무선통신: 블루투스 1.2 지원, 적외선(IrDa) 통신, CDMA 1xRTT와 EVDO
- 오디오: 스피커, 표준 2.5밀리미터 스테레오 헤드폰잭, 음성녹음
- 확장 슬롯: SD, SDIO 지원
- 배터리: 착탈식 리튬이온 충전지(1800mAh)
- 크기: 길이 4,4인치, 폭 2.3인치, 두께 0.9인치, 무게 180그램
- 데스크톱 PC: 윈도우 2000/윈도우 XP
- 키패드: 5방향 버튼 내비게이션 채용, 내장 키보드
- 디지털 카메라: 1.3 메가픽셀
- 출시가격: $499.00

### 팜 트레오(Treo) 700p
트레오 650의 뒤를 이은 모델이다. 전체적인 외형은 트레오 700w로 거의 같다.
- 운영 체제: 팜 OS 5.4.9
- 메모리: 128MB 플래시 롬 (60MB의 실제 사용자 메모리)
- 프로세서: 312 MHz 인텔 엑스스케일 PXA 272 ARM CPU
- 디스플레이: 2.5인치 320X320 해상도. 65,000 컬러의 반투과형 TFT 디스플레이
- 무선통신: 블루투스 1.2 지원, 적외선(IrDa) 통신, CDMA2000 1xRTT와 EVDO
- 오디오: 스피커, 표준 2.5밀리미터 스테레오 핸드프리 헤드셋잭, 음성녹음, MIDI, MP3, WAV 벨보리
- 확장 슬롯: SD, SDIO 지원
- 배터리: 착탈식 리튬이온 충전지(1,800mAh)
- 크기: 길이 129밀리미터, 폭 58밀리미터인치, 두께 58밀리미터, 무게 180그램
- 데스크톱 PC: 윈도우 2000/XP, 맥 OS X 10.2.4 ~ 10.4
- 키패드: 5방향 버튼 내비게이션 채용, 내장 키보드
- 디지털 카메라: 1.3 메가픽셀 1280x1024 해상도, 352X288 해상도의 비디오 캡처기능

### 팜 트레오 750/750v
2007년 1월 발표된 팜 트레오 700w/wx의 후속 모델로 윈도우 모바일을 장착했다.
- 프로세서: 300 MHz 삼성 프로세서
- 운영 체제: 윈도우 모바일 5.1 포켓피씨 폰 에디션
- 디스플레이: LCD 240X240 해상도
- 메모리: 128 MB 플래시 메모리 (60 MB의 실제 사용자 메모리)
- 크기: 길이 111밀리미터 x 폭 58밀리미터 x 두께 22밀리미터, 무게 154그램
- 확장 슬롯: 미니 SD
- 무선통신: 쿼드밴드 GSM/EDGE, 트라이밴드 UMTS; 블루투스 1.2
- 오디오: 2.5밀리미터 스테레오 헤드셋잭, 스피커폰
- 배터리: 착탈식 리튬이온 충전지(1,200mAh)
- 키패드: QWERTY 키보드, 5방향 키패드
- 디지털 카메라: 1.3메가픽셀 해상도

## 한글 입출력 소프트웨어
팜 파일럿의 핵심을 이루는 팜 OS는 2바이트 문자코드체계를 지원하지 않기 때문에 대한민국에서 한글을 입력하거나 출력하기가 불가능했다. 이에 따라 초기에는 대한민국의 수입사들을 중심으로 팜 OS용 한글 입출력 소프트웨어가 개발되어 번들 형태로 판매되었고, KPUG에서 필명 오마르로 활동하는 개인 개발자에 의해 KOSPI라는 한글 입출력 소프트웨어까지 개발되어 널리 이용되고 있다.
- 한메한글 포 팜파일럿
- 세스한
- 한팁
- 디오펜 포 팜 OS
- KOSPI (프로그램)

## 같이 보기
- 팜 OS
- 웹OS
- 팜 (기업)